# ČSD-Baureihe T 466.2
Die ČSD-Baureihe T 466.2 (ab 1988: Baureihe 742) sind dieselelektrische Güterzug- und Rangierlokomotiven der ehemaligen Tschechoslowakischen Staatsbahn (ČSD).

## Geschichte
Im Jahr 1973 wurden die ersten Lokomotiven dieser Baureihe von ČKD in Prag vorgestellt. Vorgesehen waren diese zunächst als Werkbahnlokomotiven und für den Export. Ab 1977 beschaffte die damalige ČSD 453 Lokomotiven in neun Bauserien. 41 Lokomotiven dieses Typs wurden für diverse Werkbahnen in der Tschechoslowakei gefertigt.
Zur Ablösung des Zahnradbahnbetriebes auf der Strecke Tanvald–Kořenov (Tannwalder Zahnradbahn) wurden 1988 weitere zehn Lokomotiven als Baureihe T 466.3 beschafft. Diese Lokomotiven erhielten als Neuerung die für den Steilstreckenbetrieb nötige elektrodynamische Widerstandsbremse und eine elektronische Motorregelung. Diese Lokomotiven sind heute in die Baureihe 743 eingeordnet.
Die Maschinen sind bei den beiden Nachfolgeunternehmen der ČSD im heutigen Tschechien (ČD) bzw. der Slowakei (ZSSK) noch im Einsatz.
Die Lokomotiven 742 036 und 050 kamen im Juli 2011 zur Stadtbahn Kinshasa. Sie waren ein Geschenk der belgischen Regierung zum 50. Jahrestag der Unabhängigkeit des Staates Kongo. Im Ausbesserungswerk Nymburk (DPOV a.s.) erhielten die Lokomotiven eine Hauptuntersuchung, bei der auch Drehgestelle und Kupplungen an die bei afrikanischer Kapspur (1067 mm) üblichen Standards angepasst wurden. In Kinshasa bekamen sie vom dortigen Betreiber ONATRA die Nummern CFI 201 und 202.

### Modernisierung nach 2010
Nach 2010 begann ČD Cargo eine Modernisierung der Lokomotiven, die im Wesentlichen den Umbau der Maschinenanlage und die Verbesserung der Arbeitsbedingungen des Lokführers zum Inhalt hatte. So wurde der Führerstand geringfügig nach hinten gesetzt und die Maschinenraumabdeckungen nach unten gezogen, um den Lokführer eine bessere Sicht zu ermöglichen.
Nach umfangreichen Versuchen startete 2019 die Rekonstruktion der Lokomotiven in den neuen Typ EffiShunter 1000M. Bis Mitte 2024 wurden 91 Lokomotiven rekonstruiert. Die für ČD Cargo, ZSSK Cargo, Eurocom Rail Cargo Zrt. und für private Betreiber verwendeten Lokomotiven erhielten Betriebsnummern ab 742 711, die für České dráhy rekonstruierten Maschinen ab 743 201.